# 캐치마인드
캐치마인드(Catch Mind)는 넷마블에서 서비스되는 컴퓨터 게임이다. 게임 방법에는 팀전과 개인전이 있다.

## 게임 방법
각 플레이어는 돌아가면서 문제에 맞는 그림을 그린다. 그리고 다른 사람이 그림에 대해 정답을 맞출경우 그리는 사람, 맞춘 사람 모두 경험치와 점수를 얻는다. 그렇게 20라운드 동안 게임이 진행되며 합산된 점수가 가장 많은 팀이나 사용자가 승리한다.

## 서비스현황
현재도 서비스중이고, 많은 유저들이 가끔씩 즐기며 플레이하고 있다.